# Czernica (gemeente)
De gemeente Czernica is een landgemeente in Neder-Silezië, powiat Wrocławski.
De zetel van de gemeente is in Czernica.
Op 30 juni 2004 telde de gemeente 8783 inwoners.

## Oppervlakte gegevens
In 2002 bedroeg de totale oppervlakte van gemeente Czernica 84,18 km², waarvan:
- agrarisch gebied: 65%
- bossen: 19%

De gemeente beslaat 7,54% van de totale oppervlakte van de powiat.

## Demografie
Stand op 30 juni 2004:
| Omschrijving                   | Totaal | Totaal | Vrouwen | Vrouwen | Mannen | Mannen |
| ------------------------------ | ------ | ------ | ------- | ------- | ------ | ------ |
| eenheid                        | aantal | %      | aantal  | %       | aantal | %      |
| inwoners                       | 8783   | 100    | 4426    | 50,4    | 4357   | 49,6   |
| bevolkingsdichtheid (inw./km²) | 104,3  | 104,3  | 52,6    | 52,6    | 51,8   | 51,8   |

In 2002 bedroeg het gemiddelde inkomen per inwoner 1309,94 zł.

## Sołectwo
- Chrząstawa Mała
- Chrząstawa Wielka
- Czernica
- Dobrzykowice
- Gajków
- Jeszkowice
- Kamieniec Wrocławski
- Krzyków
- Łany
- Nadolice Małe
- Nadolice Wielkie
- Ratowice
- Wojnowice

## Aangrenzende gemeenten
Bierutów, Długołęka, Jelcz-Laskowice, Oleśnica, Oława, Święta Katarzyna, Wrocław